# 閃電十一人 英雄們的勝利之路
《閃電十一人 英雄們的勝利之路》是LEVEL-5開發的閃電十一人系列遊戲，屬收集、育成足球隊的角色扮演遊戲，預計2025年11月14日發行於任天堂Switch 2、任天堂Switch、PlayStation 4、PlayStation 5、Microsoft Windows和Xbox Series X/S平台。

## 開發
本作原名《阿瑞斯的天秤》，於2016年7月27日發表，並计划在2019年登陆任天堂Switch、PlayStation 4、iOS和Android等平台，於2018年4月起播出同名電視動畫《閃電十一人 阿瑞斯的天秤》。在2019年9月，LEVEL-5宣布本作将延期到2020年，并且游戏内容将会加入新动画的内容并更名为《英雄们的伟大之路》，2022年7月21日宣布再度延期，並更名為《英雄們的勝利之路》。2023年11月29日宣布再度延期至2024年，並將於2024年3月展開任天堂Switch版的Beta測試。2024年9月24日，LEVEL-5宣布游戏延期至2025年6月發售。
2025年4月11日，LEVEL-5放出《閃電十一人 英雄們的勝利之路 Heroes Showcase 2025 发售日&最终发表会》，并宣布2025年8月22日为最终拟定的发售日，且不会再度跳票，但又於2025年7月19日放出發售時間變更通知，將原拟定的发售日改延到2025年11月14日。而原本直到4月前仍在拟定的iOS、Android版不再开发。

## 外部連結
- 官方网站（日語）